# Trichomycterus zonatus
Trichomycterus zonatus és una espècie de peix de la família dels tricomictèrids i de l'ordre dels siluriformes.

## Morfologia
Els mascles poden assolir els 6,2 cm de llargària total.

## Distribució geogràfica
Es troba als rius costaners entre Santa Catarina i São Paulo (Brasil).